# Куп европских шампиона 1963/64.
Куп европских шампиона 1963/64. је било 9. издање Купа шампиона, најјачег европског клупског фудбалског такмичења. Финале је одиграно 27. маја 1964. на Пратер стадиону у Бечу, где је Интер Милано са 3:1 победио Реал Мадрид, који је елиминисао браниоца трофеја Милан у четврфиналу, и тако освојио своју прву титулу. Ово је била друга узастопна сезона у којој је италијански клуб освојио трофеј.
Италија је једина имала два представника, поред Милана, освајача Купа шампиона из претходне сезоне, још је играо и Интер Милано, првак Италије у претходној сезони.

## Квалификације
| Екипа 1          | Рез. | Екипа 2             | 1 утакмица | 2 утакмица |
| ---------------- | ---- | ------------------- | ---------- | ---------- |
| Евертон          | 0:1  | Интер Милано        | 0:0        | 0:1        |
| Монако           | 8:3  | АЕК Атина           | 7:2        | 1:1        |
| Хака             | 4:5  | Женес Еш            | 4:1        | 0:4        |
| Партизан         | 6:1  | Анортозис Фамагуста | 3:0        | 3:1        |
| Горњик Забже     | 1:11 | Аустрија Беч        | 1:0        | 0:1        |
| Дукла Праг       | 8:0  | Валета              | 6:0        | 2:0        |
| Дистилери        | 3:8  | Бенфика             | 3:3        | 0:5        |
| Лин              | 3:7  | Борусија Дортмунд   | 2:4        | 1:3        |
| Дандок           | 2:4  | Цирих               | 0:3        | 2:1        |
| Галатасарај      | 4:2  | Ференцварош         | 4:0        | 0:2        |
| Партизани Тирана | 2:3  | Спартак Пловдив     | 1:0        | 1:3        |
| Есбјерг          | 4:11 | ПСВ Ајндховен       | 3:4        | 1:7        |
| Стандард Лијеж   | 1:2  | Норћепинг           | 1:0        | 0:2        |
| Динамо Букурешт  | 3:0  | Мотор Јена          | 2:0        | 1:0        |
| Ренџерс          | 0:7  | Реал Мадрид         | 0:1        | 0:6        |

Напомена: Милан се као бранилац трофеја директно пласирао у прво коло.
1 Горњик Забже победио Аустрију Беч са 2:1 у утакмици разигравања и прошао у прво коло.

## Прво коло
| Екипа 1         | Рез. | Екипа 2           | 1 утакмица | 2 утакмица |
| --------------- | ---- | ----------------- | ---------- | ---------- |
| Горњик Забже    | 3:4  | Дукла Праг        | 2:0        | 1:4        |
| Бенфика         | 2:6  | Борусија Дортмунд | 2:1        | 0:5        |
| Женес Еш        | 4:7  | Партизан          | 2:1        | 2:6        |
| Интер Милано    | 4:1  | Монако            | 1:0        | 3:1        |
| Спартак Пловдив | 0:1  | ПСВ Ајндховен     | 0:1        | 0:0        |
| Цирих           | 2:21 | Галатасарај       | 2:0        | 0:2        |
| Динамо Букурешт | 4:8  | Реал Мадрид       | 1:3        | 3:5        |
| Норћепинг       | 3:6  | Милан             | 1:1        | 2:5        |

1 Цирих се у четвртфинале пласирао бацањем новчића против Галатасараја, након што је утакмица разигравања завршила нерешено 2:2.

## Четврфинале
| Екипа 1       | Рез. | Екипа 2           | 1 утакмица | 2 утакмица |
| ------------- | ---- | ----------------- | ---------- | ---------- |
| Дукла Праг    | 3:5  | Борусија Дортмунд | 0:4        | 3:1        |
| Партизан      | 1:4  | Интер Милано      | 0:2        | 0:1        |
| ПСВ Ајндховен | 2:3  | Цирих             | 1:0        | 1:3        |
| Реал Мадрид   | 4:3  | Милан             | 4:1        | 0:2        |

## Полуфинале
| Екипа 1           | Рез. | Екипа 2      | 1 утакмица | 2 утакмица |
| ----------------- | ---- | ------------ | ---------- | ---------- |
| Борусија Дортмунд | 2:4  | Интер Милано | 2:2        | 0:2        |
| Цирих             | 1:8  | Реал Мадрид  | 1:2        | 0:6        |

## Финале
| Интер Милано                 | 3 – 1 | Реал Мадрид |
| ---------------------------- | ----- | ----------- |
| Мацола 43’, 76' · Милани 61’ |       | Фело 70’    |

| Победник Лиге шампиона 1963/64. |
| ------------------------------- |
| ФК Интер Милано 1. титула       |

## Најбољи стрелац
7 голова
- Владица Ковачевић ( Партизан)
- Сандро Мацола ( Интер Милано)
- Ференц Пушкаш ( Реал Мадрид)